# .nfo
 الامتداد ان اف أو (بالإنجليزية: .nfo . NFO أو NFO ، اختصار لكلمة " Information ") هو امتداد اسم ملف مكون من ثلاثة أحرف شائع الاستخدام للملفات النصية التي ترافق مختلف إصدارات مجموعات الوارز (مجموعات توزيع الاصدارات المقرصنة الرقمية) مع معلومات عنها.
تُستخدم ملفات NFO لتقديم معلومات حول الوسائط، مثل عنوان الوسائط الرقمية أو معلومات التأليف أو السنة أو معلومات الترخيص. يتم تسليم هذه المعلومات للنشر من خلال الوسائط الرقمية لجعلها قابلة للبحث على شبكة الإنترنت وكذلك داخل الفهارس والمكتبات المحلية.

## المحتوى
عادةً ما تحتوي ملفات NFO على معلومات حول الوسائط. قد تتضمن المعلومات معلومات الترخيص والتأليف. إذا كان ملف NFO مخصصًا للبرنامج، فيمكنك أيضًا العثور على ملاحظات تثبيت المنتج. غالبًا ما توجد ملفات NFO في إنتاجات مشهد توضيحي، حيث تضمها المجموعات المعنية للحصول على أرصدة وتفاصيل الاتصال ومتطلبات البرنامج.
على عكس ملفات إقرأني README ، تحتوي ملفات NFO غالبًا على فن ASCII تفصيلي. 

## التاريخ
تم تقديم ملفات NFO لأول مرة بواسطة "Fabulous Furlough" و "Candyman" من منظمة ورز للكمبيوتر الشخصي المعروفة باسم The Humble Guys أو THG. 
ثم تم تنفيذ التعامل بالامتداد هذا بواسطة مجموعات وارز التي ظهرت بعد مجموعة THG
وما زال الامتداد قيد الاستخدام حتى يومنا هذا. وبالتالي وجوده القوي على مجموعات أخبار Usenet وعلى شبكات تداول ملفات P2P .

### استخدام ملفات NFO في نشر وارز (الوسائط والبرامج المقرصنة)
تعتمد مجموعات توزيع المواد المقرصنة (الوارز جروب) على ملفات إن أف أو لنشر معلومات عن نفسها وعن المادة المنسوخة
اعتبارًا من 2019، لا يزال من الممكن العثور على ملفات NFO في العديد من أرشيفات ZIP .
في ملفات معلومات وارز الحديثة، كثيرا ما يظهر شعار فن ASCII كبير في الأعلى، تليها معلومات نصية أدناه.

## البرمجيات
- يستخدم برنامج المسرح المنزلي Kodi ملفات NFO لمكتبتها.[5]

- يستخدم Plex Media Server ملفات NFO لمكتبة الأفلام المتوافقة.

- يقوم تطبيق Filebot بإحضار عمل فني وإنشاء ملفات NFO لبرامج التلفزيون أو الأفلام.

يتم استخدام ملفات NFO أيضًا من قِبل:
مديري الوسائط ViMediaManager و tinyMediaManager و Ember Media Manager و CouchPotato - عميل من usenet و، MediaElch ، منظم العروض التلفزيونية Media Companion ، مدير مكتبة الوسائط الرقمية Media Center Master.
يتوفر مكون إضافي لـ NFO أيضًا لـ Opus ، وهو برنامج مستودعات الوصول المفتوح.

## مايكروسوفت ويندوز
في نظام التشغيل Microsoft Windows ، يرتبط امتداد اسم ملف NFO بأداة برنامج من Microsoft تسمى <i id="mwaA">System Information</i> (msinfo32.exe). توفر معلومات النظام نظرة عامة حول مواصفات نظام الكمبيوتر بالإضافة إلى معلومات مفصلة حول مكونات أجهزة النظام ومعلومات حول بيئة Windows. تحتوي ملفات NFO المخصصة لمعلومات النظام على كافة المعلومات التي يعرضها «معلومات النظام» المحفوظة بتنسيق XML.